# Mirabello Monferrato
Mirabello Monferrato (piemontesisch Mirabèl) ist eine Gemeinde in der italienischen Provinz Alessandria (AL), Region Piemont.

## Lage und Einwohner
Die Gemeinde Mirabello Monferrato liegt knapp 20 km nordwestlich von der Provinzhauptstadt Alessandria entfernt, direkt an der Autostrada A26. Sie umfasst eine Fläche von 13 km² und hat 1213 (Stand 31. Dezember 2023) Einwohner.
Die Nachbargemeinden sind Giarole, Lu e Cuccaro Monferrato, Occimiano, San Salvatore Monferrato und Valenza.

## Geschichte

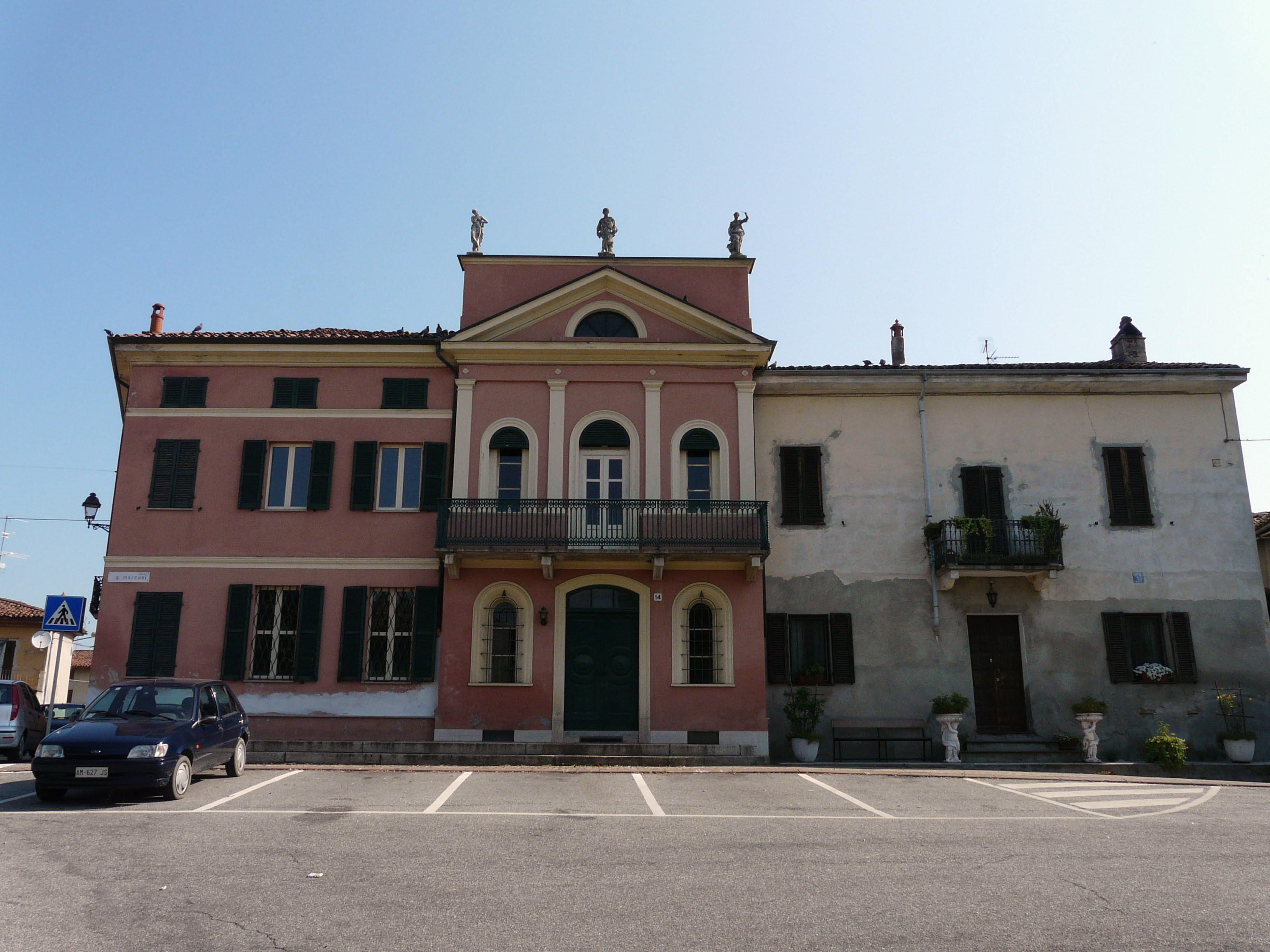
Mirabello, Monferrato Palast

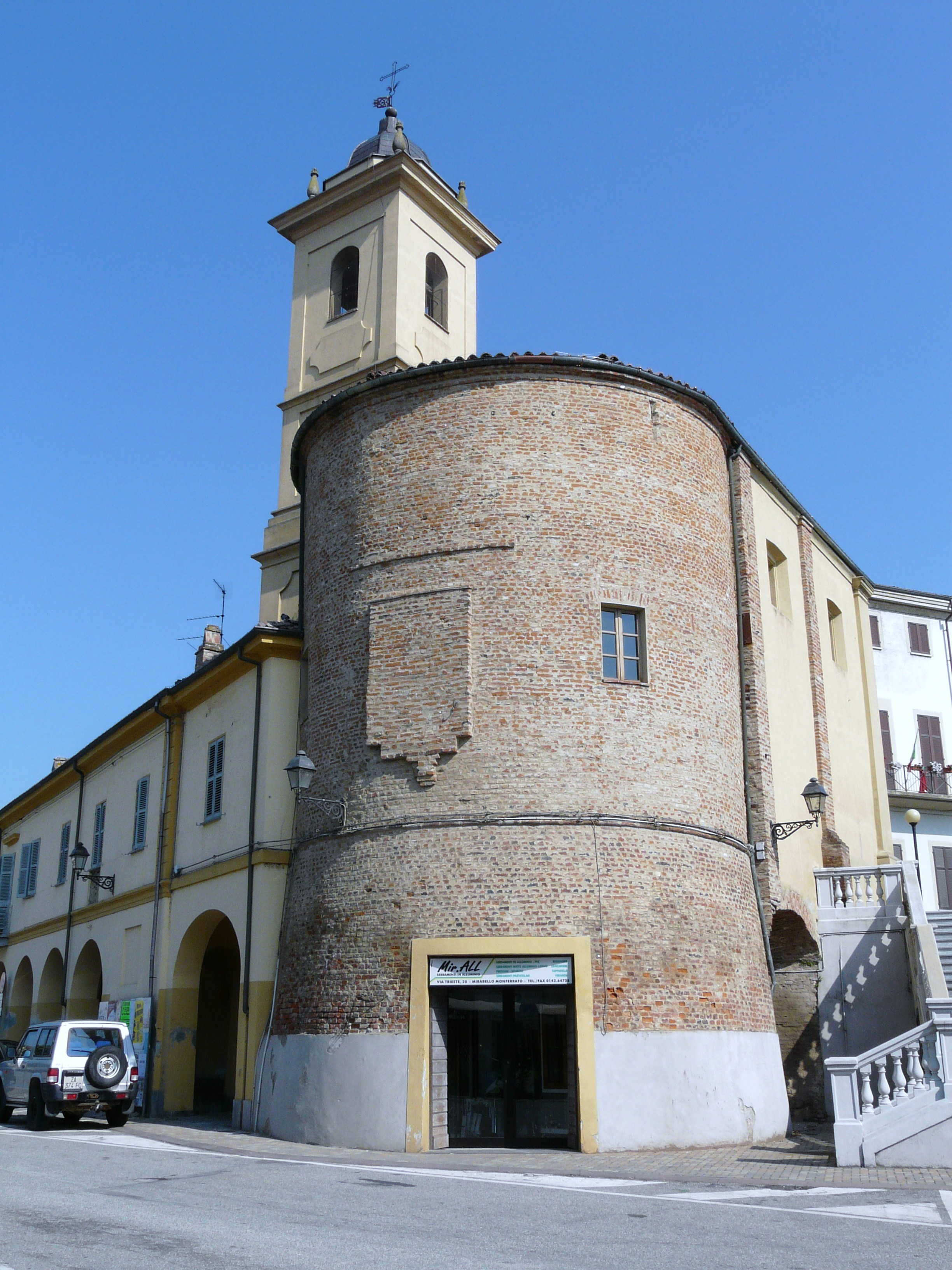
Kirche San Michele

Sein Name ist eine Imperativkomposition (Mira und Bellum), die sich auf die Schönheit der Landschaft bezieht und in der italienischen Toponymie weit verbreitet ist. Seine erste Erwähnung aus dem Jahr 1143, die von Mirabellus, weist die Varianten „Mirabel“ und „Mirabell“ auf, die phonetisch dem Ergebnis der Dialektsprache entsprechen. 
Seine Ursprünge reichen bis in die Antike zurück. Im 10. Jahrhundert gelangte es in den Besitz von Aimone III. von Vercelli, dann in den Besitz des Episkopats von Vercelli und später ging es an die Herren von Bassignana. Es war eines der ersten Herrschaftsgebiete der Markgrafen von Monferrato, denen es 1161 von Friedrich I. geschenkt wurde. Die gleichen Markgrafen verlieh es den Herren von Bosco. 
Im 15. Jahrhundert wurde es von der von Francesco Sforza angeführten Armee schwer geplündert und ging später als Lehen mit Markgrafentitel an die Herren von Della Valle, Gambera di Mottagrana und Montagni di Trino über. Im 18. Jahrhundert dann an die Familie Savoyen über. 
Es war der Sitz des ersten von Don Giovanni Bosco gegründeten Kollegs. 

## Sehenswürdigkeiten
- Der alte Turm in der Randzone.
- Das mehrfach renovierte Schloss, sichtbar im Baldesco-Gebiet.
- Der runde Turm im Barockstil, der zur Apsis der Kirche San Michele wurde.
- Die Pfarrkirche San Vincenzo, erbaut im 17. Jahrhundert.

## Persönlichkeit
- Pietro Ricaldone, (* 27. Juli 1870 in Mirabello Monferrato; † 25. November 1951 in Turin), war ein italienischer Salesianer Don Boscos und von 1932 bis 1951 der vierte Nachfolger Don Boscos als Generaloberer.

## Kulinarische Spezialitäten
Bei Mirabello Monferrato werden Reben der Sorte Barbera für den Barbera d’Asti, einen Rotwein mit DOCG Status, sowie für den Barbera del Monferrato angebaut.